# Tomorrow (пісня Джанлуки Беззіни)
«Tomorrow» (укр. «Завтра») — пісня мальтійського співака Джанлуки Беззіни, з якою він представляв Мальту на пісенному конкурсі Євробачення 2013 в Мальме. Пісня була виконана 18 травня у фіналі, де, з результатом у 120 балів, посіла восьме місце.